# Jacques François de Chastenet de Puységur
Jacques François  de Chastenet de Puysegur (1655-1743) fue un militar, mariscal de Francia (1734) y escritor de Francia.
En 1678 los granaderos estaban todos armados de fusil con bayoneta, y dice Puysegur que durante la guerra de 1688, Luis XIV presenció un ensayo de bayoneta con cubo, que no tuvo buen éxito por la falta de la uniformidad de los mosquetes( cita sacada de la obra Serafín María de Sotto <<Historía orgánica de las armas de infantería y caballería españolas desde la creación del ejército permanente>>, Madrid, 1851-59, 16 vols. (Tomo 5))

## Biografía
Jacques François  era un marqués y mariscal , conde de Chessi, vizconde de Busanci, que entra en la milicia en 1677 y asciende de grado en grado por su talento y valor. Jacques François fue un consejero de guerra durante la minoría de edad de Luis XV de Francia, Comandante en jefe de todas las fronteras de los Países Bajos, uno de los hombres más experimentados en la guerra de su siglo, dejando una obra <<Art de la guerre>>, París, 1748, 2 vols., (reediatado por Hachette, 2012), publicando un extracto de dicha obra el barón de Traverse <<Etude militaire extrait de l'art de la guerre de Puysegur observations du baron de Traverse>>, 1758: El mariscal de Puysegur en el <<arte de la guerra>>, tomo I, cuenta que al principio de la guerra de 1670, cuando los escuadrones se atacaban era lo mas común a mosquetazos; luego caracoleaban, y después de haber dado la vuelta, volvían a la carga, ya para tirar de nuevo o combatir a la espada (cita sacada de <<Encyclopedia metódica: arte militar>>, Luis Castañón, Madrid, 1791). Su familiar Pierre Louis de Chastenet de Puysegur (1727-1807),  comandó en 1792 una compañía de gentilhombres en defensa de la familia real, pasando a un país extranjero con la muerte del infortunado monarca.
La familia Chastenet es originaria del condado de Armañac, y Bernardo de Chastenet era en el año 1365 consejero y camarero mayor del rey  de Navarra, y el padre de Jacques François era el vizconde de Jacques de Chastenet de Puysegur (1600-1682), teniente general, 41 años de servicio en la milicia, 30 combates y 120 sitios, dejando unas <<Memorias>> de 1617 a 1658 publicadas por Andre Duchesne (1584-1640) historiógrafo del rey quien dejó otras obras escritas y reeditadas por su hijo François Duchesne (1616-1693).
Nieto de Jacques François, Jacques François Maxime de Chastenet de Puysegur (1716-1782), se distinguió en la carrera de armas y llegó al grado de teniente general, y como escritor dejó escrita una obra sobre clérigos , obra suprimida por arresto del Consejo de Estado de 12 de febrero de 1768, y el obispo de Orleans se mostró indignado y que jamás ningún Puysegur recibiría un beneficio. Otras obras de Puysegur, las siguientes: <<Arte militar de los chinos>>, con 228 pgns. y 11 planchas,  el análisis de una obra del abad y escritor Noel-Antoine Pluche (1688-1761), <<Espectáculo de la naturaleza>>, París, 1732, 8 tomos en 9 vols.,  profesor de humanidades, historia, geografía y retórica y lector de las Santas Escrituras, <<Análisis y compendio del espectáculo de la naturaleza de Pluche>>, y <<De los derechos del soberano sobre los bienes del clero y de los monasterios>>.
Otros familiares de Puysegur: Antoine Hyacinthe Anne de Chastenet de Puysegur (1752-1809), marino, capitán de barco y arqueólogo, teniendo el permiso del rey de España para inspeccionar las cavernas que sirvieron de sepultura de los guanches en Tenerife, enriqueciendo con momias los gabinetes de París y Madrid, emigrado en 1791, contra-almirante de Portugal, dejando <<Tratado sobre la navegación de Santo Domingo>>, 1802. Otro familiar Jean Auguste de Chastenet de Puysegur (1740-1815), obispo de Saint-Omer,  después de Carcasona y en 1788 arzobispo de Bourges, autor de <<Exposición de principios contra la constitución civil del clero>>, y obligado a expatriarse firmó <<Instruction sur les atteintes portees a la Religion>>, 1798, publicado para los obispos franceses emigrados.

## Obras
- De Jacques François de Chastenet de Puysegur: 
  - Art de la guerre, par principes et par règles, París, C.A. Jombert, 1748, 2 vols.
  - Kriegs-Artikel, Berlín, 1736.
  - Ordonnanzas d'Hispania ou Ordonnanzas de infantería, caballería y dragones, Madrid, 1728, 2 vols., in-8.º.
  - Ordonnances de Puysegur données par ordre du seu roi pour la discipline et police des troupes, 1701-02.
- De  Jacques François Maxime de Chastenet de Puysegur:
  - Discussion interesante sur la pretension du clerge d'etre le premier ordre d'un etat, 1767, in -8.º.
  - Histoire de madame de Bellerive, Segault, 1768.
  - Du droit du souverain sur les biens du clerge et des moines, 1770.
  - Etat actuel de l'art et de la science militaire a la Chine, París, 1773, in-12.º.
  - Analyse et abrege du Spectacle de la nature de Pluche, Reims, 1772, 1786, in-12.º.
  - Istoriia Gospozhi de Bellerif,.., Moskva, 1793.